# ONE Championship
ONE Championship (tidligere kendt som ONE Fighting Championship eller ONE FC) er en Singaporebaseret MMA, Muay Thai, kickboxing, og submission grappling-organisation, som blev lanceret den 14. juli 2011 af iværksætter Chatri Sityodtong og tidligere ESPN Sportsdirektør Victor Cui. ONE Championship udsender til over 1,7 milliarder potentielle seere i 136 lande. ONE Championship er støttet af Sequoia Capital, GIC, Temasek Holdings, Iconiq Capital, Mission Holdings og Greenoaks Capital.
Ifølge flere prominente medier som Forbes, er ONE Championship Asiens største globale sportsmedieejendom, samt verdens største kampsportsorganisation. Bemærkelsesværdige kæmpere, der har haft kontrakt hos organisationen omfatter Demetrious Johnson, Eddie Alvarez, Nieky Holzken, Angela Lee, Aung La N Sang, Sage Northcutt, Martin Nguyen, Eduard Folayang, Giorgio Petrosyan, Yodsanklai Fairtex, Kevin Belingon, Bibiano Fernandes, Roger Gracie, Brandon Vera, Shinya Aoki og Xiong Jing Nan.
Det første ONE Championship event blev afholdt den 3. September 2011 i Singapore Indoor Stadium. Organisationen har siden udvidet sig på tværs af den Asiatiske region. ONE Championshop har afholdt 316 stævner til dato med shows, der er blevet afholdt i Singapore, Jakarta, Manila, Kuala Lumpur, Dubai, Taipei, Phnom Penh, Beijing, Bangkok og mange flere lokationer.
ONE Championship har en ti-års tv-aftale Fox Sports Asien (tidligere kendt som ESPN Star Sports).

## Historie

### Dannelsen
ONE Championship blev lanceret som "ONE FC" på et pressemøde i Singapore den 14. juli 2011. De ONE FC-kæmperne, der blev afsløret på pressemødet inkluderede Anuwat Kaewsamrit, Eduard Folayang, Yodsanan Sityodtong, Ole Laursen, Leandro Issa, Orono Wor Petchpun og Rolles Gracie.
Daværende præsident Victor Cui erklærede, at ved den første begivenhed den 3. september ville ONE Championship blive sendt i mere end 500 millioner hjem i hele Asien.